# 디모어 반스
디모어 반스(영어: Demore Barnes, 1976년 2월 26일 ~ )는 캐나다 토론토 출신의 배우이다.

## 출연 작품

### 텔레비전
- 더 유닛 (2006-09)
- 수퍼내추럴 (2009-11)
- 12 몽키즈 (2015-18)
- 웨이코 (2018)
- 로앤오더: 성범죄 전담반 (2019-22)

### 영화
- 이 영화를 훔쳐라! (2000)
- 더 배런스 (2012)